# Matteo Rosselli
Matteo Rosselli (* 8. August 1578 in Florenz; † 18. Januar 1650) war ein italienischer Maler.

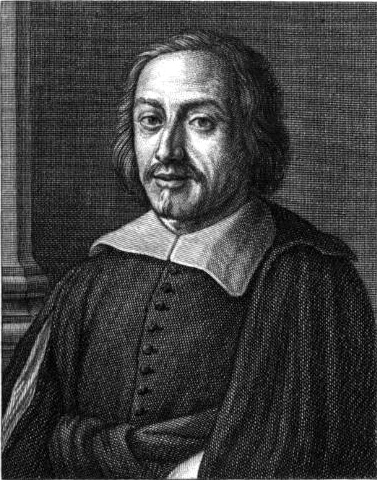
Matteo Rosselli

## Leben
Mit neun Jahren wurde er vom Vater der künstlerischen Leitung durch Gregorio Pagani (1558–1605) anvertraut, der ihn besonders nach Werken von Andrea del Sarto arbeiten ließ. Rosselli wurde Paganis wichtigster Mitarbeiter, studierte dann in Rom die Werke von Raffael und Polidoro da Caravaggio. Nach Paganis Tod erbte er 1605 dessen Atelier. Zu seinen zahlreichen Schülern zählen Baldassare Franceschini (il Volterrano), Lorenzo Lippi, Francesco Furini, Giovanni da San Giovanni (Giovanni Mannozzi) und Jacopo Vignali  (1592–1664). Rosselli selbst arbeitete viel für die großherzogliche Familie der Medici. Er liegt begraben in der Kirche von San Marco in Florenz.

## Werke (Auswahl)

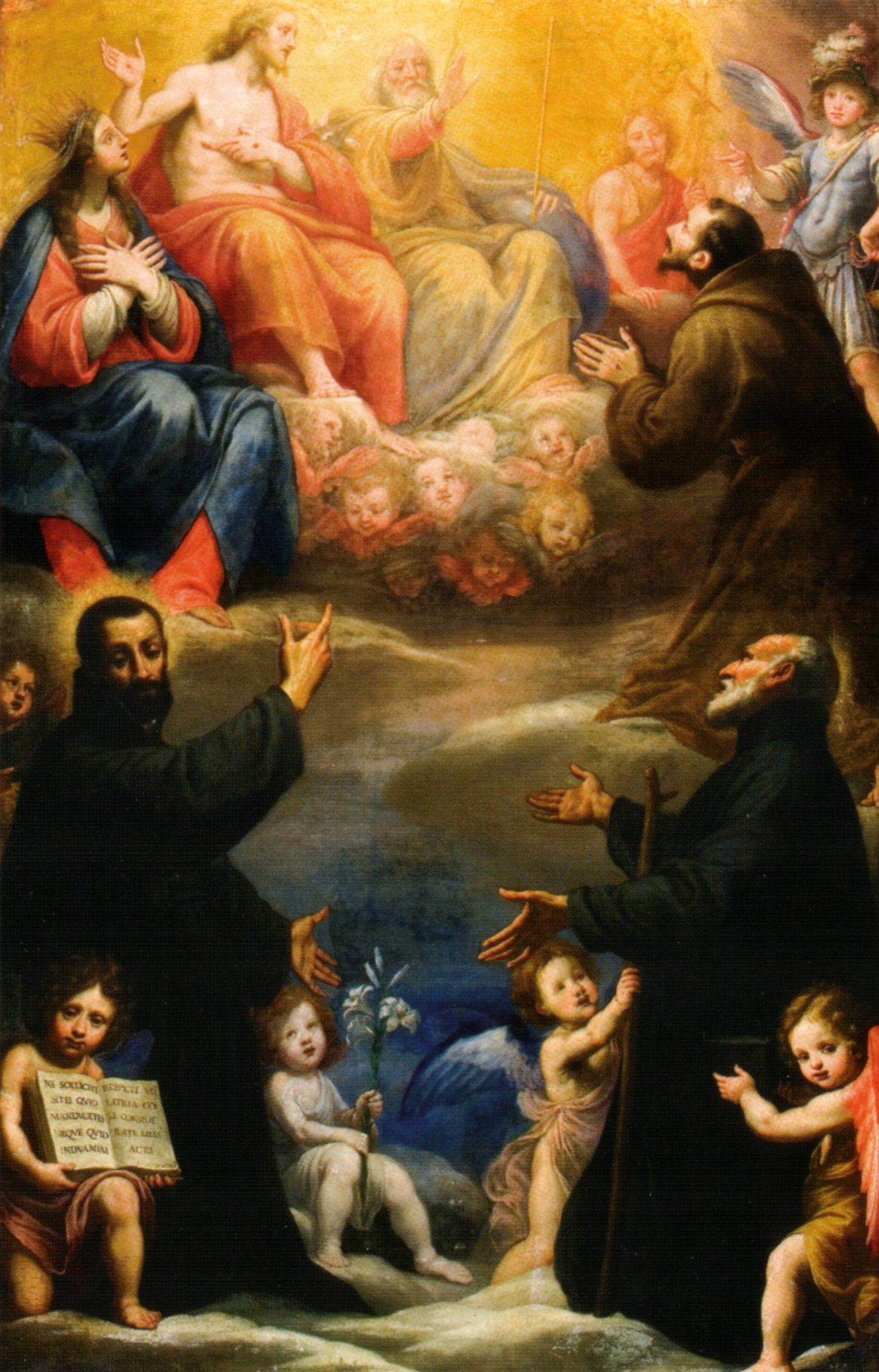
Gaetano di Thiene, Andrea Avellino und Franz von Asisi in Anbetung von Dreifaltigkeit, Madonna, Johannes dem Täufer und Erzengel Michael (Florenz, Chiesa dei Santi Michele e Gaetano)

- Florenz, Santissima Annunziata: Fresken
- Florenz, Chiesa di Santa Maria Maggiore: Jungfrau, de ihr Kind dem heiligen Franziskus anvertraut
- Florenz, Palazzo Pitti (Sala della Stufa): Fresken
- Florenz, Uffizien, Corridoio Vasariano: Giuseppe venduto dai fratelli, 26 × 36 cm[1]
- Florenz, Villa La Petraia: Tancredi ed Erminia, Leinwandgemälde, 182 × 200 cm[2]
- Florenz, Villa Medici Poggio Imperiale: Fresken
- Lucignano, Collegiata di San Michele Arcangelo: Visitazione a Santa Elisabetta, 1631 entstanden
- Pistoia, San Domenico: Himmelfahhrt, 1613 entstanden
- Pietrasanta, Dom San Martino: Rosenkranzmadonna del Rosario, 1649 entstanden
- Vaglia, Santuario di Montesenario (Refektorium): Das letzte Abendmahl[3]